# Enzo Ferrero
Enzo Ferrero Águila (Campana, 3 gennaio 1953) è un ex calciatore spagnolo, di ruolo attaccante.

## Biografia
Anche suo fratello Óscar Ferrero è stato un calciatore professionista, i due hanno militato insieme per un periodo nello Sporting Gijón

## Carriera

### Club
Iniziò a giocare in Argentina nel Boca Juniors. 
Nel 1975 si trasferì nella Liga spagnola, allo Sporting Gijón, in Primera División spagnola. La prima stagione di Ferrero in Europa si concluse con la retrocessione del club, ma contribuì a tornare presto in massima serie, con la vittoria della Segunda División spagnola 1976-1977.
Il 13 novembre 1978 esordì in Coppa UEFA contro il Torino (3-0) segnando il primo gol della partita.
Militò nel club asturiano per dieci anni, fino al ritiro avvenuto nel 1985.
È il miglior marcatore non spagnolo nella storia dello Sporting Gijón.

### Nazionale
Nel 1974 esordì in Nazionale con César Menotti come allenatore. Debuttò il 12 ottobre 1974 contro la Spagna (1-1).
In totale disputò tre partite, tutte amichevoli, segnando un gol, contro il Cile.

## Palmarès

### Club

#### Competizioni nazionali
- Segunda División spagnola: 1

Sporting Gijón: 1976-1977